# Culicoides sphagnumensis
Culicoides sphagnumensis är en tvåvingeart som beskrevs av Williams 1955. Culicoides sphagnumensis ingår i släktet Culicoides och familjen svidknott. Inga underarter finns listade i Catalogue of Life.